# Maria Helsbøl
Maria Helsbøl (17 de septiembre de 1989) es una deportista danesa que compitió en bádminton. Ganó una medalla de bronce en los Juegos Europeos de Bakú 2015, en la prueba de dobles.

## Palmarés internacional
| Juegos Europeos | Juegos Europeos   | Juegos Europeos   | Juegos Europeos |
| Año             | Lugar             | Medalla           | Prueba          |
| --------------- | ----------------- | ----------------- | --------------- |
| 2015            | Bakú (Azerbaiyán) | Medalla de bronce | Dobles          |